# قماري
قماري  قرية سوريّة تتبع إداريّاً لمحافظة حلب منطقة جبل سمعان ناحية الزربة، بلغ تعداد سكانها 485 نسمة حسب التعداد السكاني لعام 2004.